# Йоні Піткянен
Йоні Піткянен (фін. Joni Pitkänen; 19 вересня 1983, м. Оулу, Фінляндія) — фінський хокеїст, захисник. 

## Спортивна кар'єра
Вихованець хокейної школи «Кярпят» (Оулу). Виступав за «Кярпят» (Оулу), «Філадельфія Флайєрс», «Філадельфія Фантомс» (АХЛ), «Едмонтон Ойлерс» та «Кароліна Гаррікейнс».
В чемпіонатах НХЛ — 535 матчів (57+225), у турнірах Кубка Стенлі — 39 матчів (0+13). В чемпіонатах Фінляндії — 105 матчів (9+13), у плей-оф — 6 матчів (0+0).
У складі національної збірної Фінляндії учасник зимових Олімпійських ігор 2010 (5 матчів, 1+2), учасник Кубка світу 2004 (0 матчів, 0+0). У складі молодіжної збірної Фінляндії учасник чемпіонатів світу 2002 і 2003. 
Досягнення
- Бронзовий призер зимових Олімпійських ігор (2010)
- Фіналіст Кубка світу (2004)
- Срібний призер чемпіонату Фінляндії (2003)
- Володар Кубка Колдера (2005)
- Бронзовий призер молодіжного чемпіонату світу (2002, 2003).

## Статистика

### Клубні виступи
За молодіжну команду:
| Сезон   | Клуб     | Ліга    | Регулярний сезон | Регулярний сезон | Регулярний сезон | Регулярний сезон | Регулярний сезон | Плей-оф | Плей-оф | Плей-оф | Плей-оф | Плей-оф |
| Сезон   | Клуб     | Ліга    | І                | Г                | П                | О                | ШХ               | І       | Г       | П       | О       | ШХ      |
| ------- | -------- | ------- | ---------------- | ---------------- | ---------------- | ---------------- | ---------------- | ------- | ------- | ------- | ------- | ------- |
| 1998–99 | «Кярпят» | Fin-Jr. | 30               | 1                | 5                | 6                | 12               | —       | —       | —       | —       | —       |
| 1999–00 | «Кярпят» | Fin-Jr. | 38               | 12               | 14               | 26               | 26               | 6       | 1       | 4       | 5       | 2       |
| 2000–01 | «Кярпят» | Fin-Jr. | 24               | 6                | 11               | 17               | 77               | —       | —       | —       | —       | —       |
| 2001–02 | «Кярпят» | Fin-Jr. | —                | —                | —                | —                | —                | 1       | 0       | 0       | 0       | 0       |

У професіональних клубах:
| Сезон        | Клуб                  | Ліга         | Регулярний сезон | Регулярний сезон | Регулярний сезон | Регулярний сезон | Регулярний сезон | Плей-оф | Плей-оф | Плей-оф | Плей-оф | Плей-оф |
| Сезон        | Клуб                  | Ліга         | І                | Г                | П                | О                | ШХ               | І       | Г       | П       | О       | ШХ      |
| ------------ | --------------------- | ------------ | ---------------- | ---------------- | ---------------- | ---------------- | ---------------- | ------- | ------- | ------- | ------- | ------- |
| 2000–01      | «Кярпят»              | СМ-Л         | 21               | 0                | 0                | 0                | 10               | 2       | 0       | 0       | 0       | 2       |
| 2001–02      | «Кярпят»              | СМ-Л         | 49               | 4                | 15               | 19               | 65               | 4       | 0       | 0       | 0       | 12      |
| 2002–03      | «Кярпят»              | СМ-Л         | 35               | 5                | 15               | 20               | 38               | —       | —       | —       | —       | —       |
| 2003–04      | «Філадельфія Флаєрс»  | НХЛ          | 71               | 8                | 19               | 27               | 44               | 15      | 0       | 3       | 3       | 6       |
| 2004–05      | «Філадельфія Фентомс» | АХЛ          | 76               | 6                | 35               | 41               | 105              | 21      | 3       | 4       | 7       | 16      |
| 2005–06      | «Філадельфія Флаєрс»  | НХЛ          | 58               | 13               | 33               | 46               | 78               | 6       | 0       | 2       | 2       | 2       |
| 2006–07      | «Філадельфія Флаєрс»  | НХЛ          | 77               | 4                | 39               | 43               | 88               | —       | —       | —       | —       | —       |
| 2007–08      | «Едмонтон Ойлерс»     | НХЛ          | 63               | 8                | 18               | 26               | 56               | —       | —       | —       | —       | —       |
| 2008–09      | «Кароліна Гаррікейнс» | НХЛ          | 71               | 7                | 26               | 33               | 58               | 18      | 0       | 8       | 8       | 16      |
| 2009–10      | «Кароліна Гаррікейнс» | НХЛ          | 71               | 6                | 40               | 46               | 72               | —       | —       | —       | —       | —       |
| 2010–11      | «Кароліна Гаррікейнс» | НХЛ          | 72               | 5                | 30               | 35               | 60               | —       | —       | —       | —       | —       |
| 2011–12      | «Кароліна Гаррікейнс» | НХЛ          | 30               | 5                | 12               | 17               | 16               | —       | —       | —       | —       | —       |
| 2012–13      | «Кароліна Гаррікейнс» | НХЛ          | 22               | 1                | 8                | 9                | 12               | —       | —       | —       | —       | —       |
| 2015–16      | «Кярпят»              | СМ-Л         | 3                | 1                | 0                | 1                | 0                | —       | —       | —       | —       | —       |
| Усього в НХЛ | Усього в НХЛ          | Усього в НХЛ | 535              | 57               | 225              | 282              | 484              | 39      | 0       | 13      | 13      | 24      |

### Збірна
| Рік                | Команда            | Турнір             | Місце              | І  | Г | П | О  | ШХ |
| ------------------ | ------------------ | ------------------ | ------------------ | -- | - | - | -- | -- |
| 2001               | Фінляндія          | Т5                 |                    | 4  | 0 | 2 | 2  | 6  |
| 2002               | Фінляндія          | МЧС                | 3                  | 7  | 1 | 3 | 4  | 0  |
| 2003               | Фінляндія          | МЧС                | 3                  | 7  | 1 | 5 | 6  | 0  |
| 2010               | Фінляндія          | ОІ                 | 3                  | 5  | 1 | 2 | 3  | 29 |
| Молодіжна збірна   | Молодіжна збірна   | Молодіжна збірна   | Молодіжна збірна   | 18 | 2 | 8 | 10 | 6  |
| Національна збірна | Національна збірна | Національна збірна | Національна збірна | 5  | 1 | 2 | 3  | 29 |